# Koncentrační tábor Ravensbrück

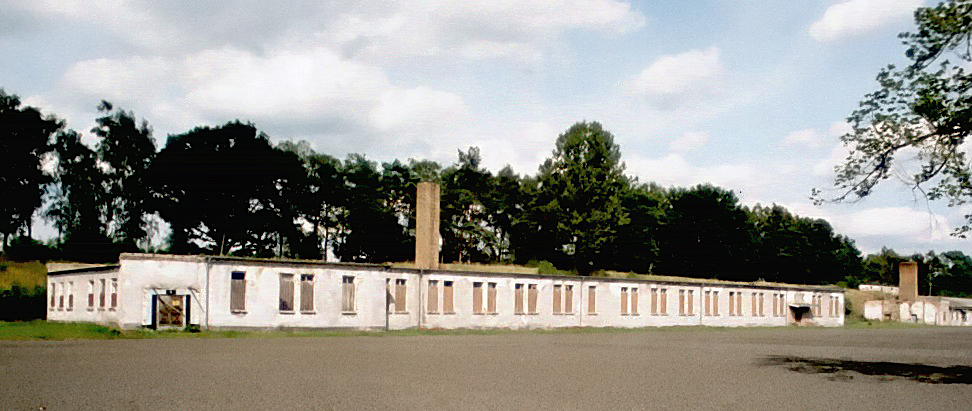
Pohled na jednu z budov v táboře

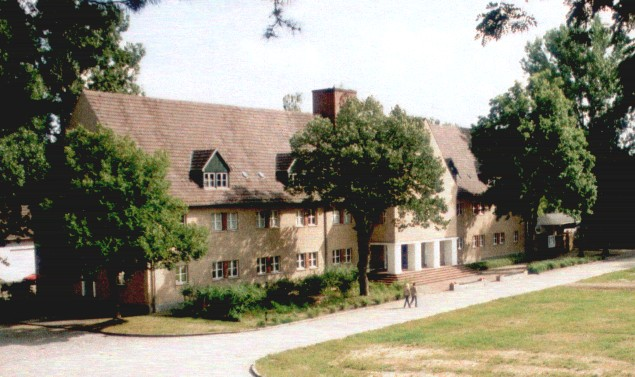
Velitelství jednotek SS

Nacistický koncentrační tábor Ravensbrück byl tábor určený především pro ženské vězeňkyně, nacházející se na severu Německa asi 90 km od Berlína poblíž vesnice Ravensbrück patřící k městu Fürstenberg/Havel v zemský okrese Horní Havola.

## Historie
Budování tábora začalo v listopadu 1938 pod vedením Heinricha Himmlera a první vězni sem přijeli v květnu 1939. Na jaře 1941 k hlavnímu táboru přibyl malý pobočný tábor pro muže.
Mezi léty 1939 a 1945 prošlo táborem přes 130 000 vězeňkyň – jenom 40 000 se však dožilo konce války. Vězni pocházeli z různých zemí okupovaných Německem, ale největší skupinu tvořili jednoznačně Poláci – polských žen bylo v táboře asi 40 000. Prvními vězni v Ravensbrücku bylo přibližně 900 žen. Byly sem transportovány z koncentračního tábora Lichtenburg v Sasku v květnu 1939. Na konci roku 1942 už osazenstvo tábora čítalo asi 10 000 vězeňkyň, v lednu 1945 dokonce 45 000. Ravensbrück měl 70 pobočných táborů, kam byli vězni posíláni na práci. V roce 1942 zde pracovala nechvalně známá dozorkyně Irma Grese.
V roce 1944 začal v souvislosti s vyklizením ghett a přivážením žen z Varšavského povstání narůstat počet těhotných žen. Byl kvůli tomu dokonce zřízen porodní blok (č. 7). Dle záznamů z období září 1944 – duben 1945 se v táboře narodilo celkem 560 dětí (23 žen porodilo předčasně, 20 dětí mrtvých, 5× došlo k potratu). U 266 dětí je zároveň uvedeno i datum úmrtí. Počet přeživších dětí není znám, dle jednoho z dokumentů archivu Památníku KL Ravensbrück přežilo kolem jednoho sta dětí.
Na konci války, z obav před postupující Rudou armádou, se Němci rozhodli evakuovat tábor a vypravili vězně (asi 20 000) na tzv. pochod smrti. V táboře zůstalo asi 3 500 žen a 300 mužů, ti pak byli osvobozeni sovětskou armádou 30. dubna 1945.

## Známí vězňové

### Zemřelí v táboře
- Marie Filomena Dolanská (1895–1943), česká řeholnice
- Milena Jesenská (1896–1944), česká novinářka, spisovatelka a překladatelka, přítelkyně Franze Kafky
- Natalia Tułasiewicz (1906–1945), polská učitelka, vedoucí Katolického laického apoštolátu
- Jožka Jabůrková (1896–1942), česká levicová novinářka a spisovatelka
- Klára Červenková (1873–1945), česká pedagožka a socialistka, zemřela krátce po osvobození tábora
- Alžběta Dračková, rozená Hrdličková, (20.3.1893 Protivín - 15.12.1943) česká odbojářka

### Přeživší
- Corrie ten Boom (1892–1983), nizozemská spisovatelka
- Karolina Lanckorońska (1898–2002), polská hraběnka, vědkyně
- Jaroslava Skleničková (1926–2024) pamětnice vyhlazení Lidic a česká spisovatelka
- Nina Jirsíková (1910–1978), česká tanečnice, choreografka členka divadla D41.
- Zdenka Nedvědová-Nejedlá (1908–1998), česká odbojářka a lékařka působící v místní nemocnici, dcera Zdeňka Nejedlého
- Riva Krieglova (1908-2001), manželka Františka Kriegela